# Leo Zirker
Leo Zirker (* 24. November 1937 in Rheinzabern; † 4. Juni 2014 in München) war ein deutscher katholischer Moraltheologe, Pastoralreferent und Hochschullehrer.

## Leben
Leo Zirker studierte Katholische Theologie, darunter 1962–1964 in Innsbruck (an der Universität Innsbruck und im Canisianum). Er wurde 1974 mit einer Arbeit bei Johannes Gründel zum Doctor theologiae promoviert. Von 1974 bis 1977 war er als Pastoralreferent in der Gemeindeseelsorge in München St. Thomas Morus tätig, anschließend als Referent in der theologischen Bildungsarbeit am Kardinal-Döpfner-Haus in Freising
Er war von 1986 bis zu seiner Emeritierung 2003 Professor für Moraltheologie und Pastorale Gesprächsführung im Fachhochschulstudiengang Religionspädagogik und Kirchliche Bildungsarbeit an der Katholischen Universität Eichstätt-Ingolstadt. Er war Prodekan für die Münchner Abteilung der Fakultät (1987–1991), Senator der Universität (1991–1995) und Dekan der Fakultät für Religionspädagogik und Kirchliche Bildungsarbeit (1995–1997).
Viele Jahre übernahm er zusätzlich die Geschäftsführung des von Kardinal Döpfner 1968 initiierten „Beratungsdienstes für Kirchliche Berufe“.
Er wurde auf dem Waldfriedhof in Bad Tölz begraben.

## Schriften

### Publikationen in Buchform
- Leben im Dialog: Perspektiven für ein zeitgemässes Priesterbild. Matthias-Grünewald-Verlag, Mainz 1976 (zugleich  Dissertation, Universität München, Katholisch-Theologische Fakultät, Dialogische Existenz im Dienst für die glaubende Gemeinde, München 1974), ISBN 3-7867-0541-0.
- Die Bergpredigt. Das Wort Gottes neu hören. Erwachsenenbildung – Katechese – Jugendarbeit. Don-Bosco-Verlag, München 1983, ISBN 3-7698-0487-2.

### Beiträge zu Sammelwerken
- Im Dienst kirchlicher Berufe. Hinweise zur Arbeit der Münchener Beratungsstelle, in: Ehrenfried Schulz (Hrsg.), Hubert Brosseder (Hrsg.), Heribert Wahl (Hrsg.),  Den Menschen nachgehen. Offene Seelsorge als Diakonie in der Gesellschaft. Hans Schilling zum 60. Geburtstag von Freunden, Schülern und Kollegen, Sankt Ottilien 1987, ISBN 3-88096-023-2, S. 349–361.
- mit Karl Berkel, Leben – nicht bloß überleben. Schlüsselqualifikationen für pastorale Dienste, in: Franz Weber (Hrsg.), Thomas Böhm (Hrsg.), Anna Findl-Ludescher (Hrsg.), Hubert Findl (Hrsg.), Im Glauben Mensch werden. Impulse für eine Pastoral, die zur Welt kommt (= Festschrift Hermann Stenger), Münster 2000, ISBN 3-8258-4738-1, S. 173–186.

### Zeitschriftenartikel (in Auswahl)
- Die Bergpredigt, in: Theologische Revue, Jahrgang 80, 1984, S. 461–463.
- in: PUK, 1986, Heft 6, S. 750–762.
- Beratungsdienst für kirchliche Berufe. Eine freie Initiative von Seelsorgern, Ärzten und Psychologen in der Erzdiözese München und Freising, in: Wegbereiter, 2000, Heft 4, S. 15, Online verfügbar
- Jetzt ist die Zeit, jetzt ist die Stunde. 28. Sonntag im Jahreskreis, in PUK, 2005, Heft 4, S. 739–743.
- Täuschungsmanöver, Erster Fastensonntag – 25. Februar 2007, in PUK, 2007, Heft 2, S. 200–204.
- Feuer werfen und Feuer fangen, Zwanzigster Sonntag im Jahreskreis – 19. August 2007, in PUK, 2007, Heft 5, S. 618–620.
- Ein König eigener Art (Joh 18,33b–37). Christkönigssonntag – 22. November 2009, in: PUK, 2009, Heft 6, online verfügbar.
- Christliches Zeitmanagement (Mt 25,1–13) Zweiunddreißigster Sonntag in Jahreskreis – 06. November 2011, in: PUK, 2011, Heft 6, online verfügbar.
- Quo vadis, Jesus? Vierundzwanzigster Sonntag – 16. September 2012, in: PUK, 2012, Heft 5,.